# Klinkrade
Klinkrade là một đô thị thuộc huyện Lauenburg, trong bang Schleswig-Holstein, nước Đức. Đô thị Klinkrade có diện tích 7,4 km², dân số thời điểm 31 tháng 12 năm 2006 là 567 người.